# Rébecca Balestra
Pour les articles homonymes, voir Balestra.
Rébecca Balestra, née le 27 mai 1988 à Genève, est une comédienne, metteuse en scène et humoriste suisse.

## Biographie

### Origines et famillle
Rébecca Balestra naît le 27 mai 1988 à Genève. Son père, Daniel, ancien banquier, est hôtelier à Saint-Domingue, en République dominicaine ; sa mère, Pascale, est responsable des ressources humaines dans une société informatique. Ses parents se séparent quand elle a 13 ans. Sa grand-mère paternelle tenait un magasin de costumes, Balestra Costumes, dans le quartier de Plainpalais, tandis que son grand-père paternel, facteur, écrivait les revues pour les PTT,. Son grand-père maternel est le fondateur du Club 58 à Genève.
Elle est mariée à l'entrepreneur Marc Gouzer, fondateur de The Hamburger Foundation, et mère de deux enfants.

### Formation et parcours artistique
Sa mère l'inscrit au théâtre à l'âge de 7 ans « pour lutter contre ma timidité ». Formée à l'École supérieure d'art dramatique de Genève (2006-2010), puis à la Manufacture-HETSR à Lausanne, où elle obtient un bachelor en théâtre en 2013, elle interprète des rôles du répertoire classique et des textes contemporains sur de nombreuses scènes de Suisse romande, notamment à la Comédie de Genève, au Théâtre de Carouge, à l'Arsenic et au Théâtre Boulimie.
Elle signe par ailleurs des seules-en-scène tels que Tropique (2015), Piano-bar (2019) et surtout Olympia (2021), qui confirment son talent de comédienne, mais aussi d’autrice. Le 15 septembre 2022, elle opte pour le stand-up avec un premier spectacle intitulé Rébecca Balestra créé dans un club lausannnois,.
Se caractérisant par sa beauté, son vocabulaire cru, une voix grave et un accent genevois,, elle se dit inspirée par Marina Rollman, Blanche Gardin, Valérie Lemercier, Cher et Jacqueline Maillan ; Ricky Gervais est son modèle anglais pour le stand-up. Elle déclare dans un entretien en 2023 avoir la volonté de surprendre : « Je le fais dans mon jeu, dans mon écriture, en allant tantôt dans quelque chose de très dramatique, ou poétique, pour, la seconde d'après, basculer dans le comique ou le prosaïque. ».

### Autres activités
Apparitions récurrentes dans l'émission Les Beaux Parleurs le dimanche sur RTS La Première avec La chronique de Rébecca Balestra, et dans La Bande originale de France Inter.
En 2021, elle publie un recueil de poèmes, intitulé Minuit Soleil.

## Théâtre

### Soli
- 2015 : Flashdanse (Théâtre Sévelin, Lausanne)[8], dans lequel « elle reproduit la chorégraphie du striptease du film du même nom »[9]
- 2015 : Tropique
- 2016 : Show set, spectacle qui « tourne en dérision le processus de création scénique et les tuiles qui vont avec »[11]

- 2019 : Piano-bar
- 2021 : Olympia[12], dans lequel elle incarne une « icône du glamour »[9]

### Stand-up
- 2022 : Rébecca Balestra[3], écrit avec Marina Rollman[9],[13]

## Écrit
- Rébecca Balestra, Minuit Soleil, Lausanne, art&fiction, 2023, 60 p. (ISBN 978-2-88964-072-0)

## Prix et récompenses
- 2023 : Prix suisse des arts de la scène 2023[8]
- 2013 : Prix d'écriture Studer/Ganz, Lausanne[14]
- 2012 : Prix d'études d'art dramatique de la Fondation Friedl Wald [6]